# 大迫尚道
大迫 尚道（おおさこ なおみち、嘉永7年7月25日（1854年9月6日） - 昭和9年（1934年）9月12日）は、日本の武士（薩摩藩士）、陸軍軍人。野砲兵監・第18師団長・第4師団長・軍事参議官を歴任し、陸軍大将 従二位 勲一等 功二級に至る。

## 経歴
1854年（嘉永7年）7月、薩摩藩士大迫新蔵のもとに生まれる。1871年（明治4年）4月徴兵により軍に入り、同年7月から御親兵に配属される。翌年陸軍幼年学校に入校、1875年（明治8年）12月陸軍士官学校（旧2期）に入校。在校中に起った西南戦争では征討軍団付となり従軍する。1879年（明治12年）2月1日陸軍砲兵少尉に任官。同年12月士官学校を卒業する。
1883年（明治16年）3月陸軍砲兵中尉に進み、1886年（明治19年）5月陸軍大学校教授。同6月陸軍砲兵大尉に進級し、1888年（明治21年）5月から参謀本部第1局員となる。翌年5月からドイツへ留学し、1891年（明治24年）9月の砲兵少佐・東京砲兵工廠付を経て1891年（明治24年）12月、駐独公使館付（後に駐在武官となる職で）となり、1893年（明治26年）7月まで務めた。
帰国して陸軍大学校教官となり、1894年（明治27年）2月から野砲兵第1連隊大隊長、8月には日清戦争に第1軍参謀として出征する。同年12月砲兵中佐に進み、翌年の1895年（明治28年）7月野砲兵第3連隊長。1896年（明治29年）10月第5師団参謀長に移り、1897年（明治30年）10月砲兵大佐に進級する。1898年（明治31年）12月から第4師団参謀長に移り、1901年（明治34年）6月陸軍少将に進級し、野砲兵第2旅団長。
1904年（明治37年）9月から日露戦争に野砲兵第2旅団長として出征して旅順攻囲戦に参加、攻囲戦途上より第2軍参謀長に転じる。1906年（明治39年）2月、野戦砲兵監、同年4月1日功二級金鵄勲章を受章。1907年（明治40年）10月呼称変更により野砲兵監。同年11月、陸軍中将に進み、1910年（明治43年）11月から第18師団長に親補される。1912年（大正元年）12月第4師団長に移り、1914年（大正3年）5月16日勲一等瑞宝章受章。1915年（大正4年）2月軍事参議官。同年8月、陸軍大将に親任される。1918年（大正7年）11月29日、勲一等旭日大綬章受章。1919年（大正8年）7月、後備役編入。
退役後は教化団体「大日本救世団」を組織し（大正8年5月31日に発会式）、愛国思想の鼓吹に努めるほか、大正9年の東京市電ストライキの仲裁に当たり、免職になった職員の多くを明治神宮造営事業に斡旋するなど武人一辺倒ではない多彩な活動をみせた。
1934年（昭和9年）9月12日薨去。享年81。墓所は東京都・多磨霊園。

## 栄典・授章・授賞
位階
- 1880年（明治13年）2月28日 - 正八位
- 1883年（明治16年）4月17日 - 従七位
- 1886年（明治19年）11月27日 - 正七位[5]
- 1891年（明治24年）12月28日 - 従六位[6]
- 1895年（明治28年）3月28日 - 正六位[7]
- 1897年（明治30年）10月30日 - 従五位[8]
- 1901年（明治34年）9月30日 - 正五位[9]
- 1906年（明治39年）11月10日 - 従四位[10]
- 1910年（明治43年）12月27日 - 正四位[11]
- 1914年（大正3年）1月20日 - 従三位[12]
- 1917年（大正6年）2月10日 - 正三位[13]
- 1920年（大正9年）9月20日 - 従二位[14]

勲章等
- 1889年（明治22年）11月29日 - 大日本帝国憲法発布記念章[15]
- 1892年（明治25年）5月28日 - 勲六等瑞宝章[16]
- 1895年（明治28年）10月18日 - 功四級金鵄勲章、単光旭日章[17]
- 1896年（明治29年）11月25日 - 勲五等瑞宝章[18]
- 1902年（明治35年）5月31日 - 勲四等瑞宝章[19]
- 1905年（明治38年）5月30日 - 勲三等瑞宝章[20]
- 1906年（明治39年）4月1日 - 功二級金鵄勲章・勲二等旭日重光章・明治三十七八年従軍記章[21]
- 1914年（大正3年）5月16日 - 勲一等瑞宝章[22]
- 1915年（大正4年）11月10日 - 大礼記念章[23]
- 1918年（大正7年）11月29日 - 旭日大綬章
- 1920年（大正9年）11月1日 - 金杯一組・大正三年乃至九年戦役従軍記章[24]

外国勲章佩用允許
- 1895年（明治28年）7月30日 - プロイセン王国：赤鷲第三等勲章[25]

## 家族・親族
学習院長・第7師団長を務めた大迫尚敏陸軍大将男爵は兄。大迫の長男勝は陸軍に入り階級は大佐に進む。三男の永積寅彦は宮中に仕え侍従となる。娘は後の運輸次官平山孝に嫁ぐ。